# اللجنة الوطنية للتصرف في الممتلكات والأموال المعنية بالمصادرة أو الاسترجاع
اللجنة الوطنية للتصرف في الممتلكات والأموال المعنية بالمصادرة أو الاسترجاع هي لجنة وطنية تونسية أسست في 14 يوليو 2011، وذلك للتصرف في الأموال والممتلكات العقارية والمنقولة المعنية بالمصادرة والتي تخص عائلة الطرابلسي وبن علي وأقاربهم وكل من انتفع بأموال وممتلكات عقارية بشكل غير قانوني، وذلك قبل الثورة التونسية في 2011.

تتبع هذه اللجنة وزارة المالية التونسية.

## التاريخ
بعد الثورة التونسية في 2011 التي أسقطت نظام الرئيس زين العابدين بن علي، أصدر المرسوم عدد 13 لسنة 2011 مؤرخ في 14 مارس 2011 والمتعلق بمصادرة أموال وممتلكات منقولة وعقارية في حق الرئيس بن علي وزوجته ليلى الطرابلسي وقائمة تضمن 112 شخصا من أصهارهم وأقاربهم، وتكونت بمقتضى هذا المرسوم في وزارة أملاك الدولة والشؤون العقارية لجنة سميت لجنة المصادرة.

أصدر بعدها المرسوم عدد 15 لسنة 2011 المؤرخ في 26 مارس 2011 المتعلق بإحداث لجنة وطنية لإسترجاع الأموال الموجودة بالخارج والمكتسبة بصورة غير مشروعة، وذلك لدى البنك المركزي التونسي.

ثم أصدر المرسوم عدد 68 لسنة 2011 مؤرخ في 14 جويلية 2011 يتعلق بإحداث لجنة وطنية للتصرف في الأموال والممتلكات المعنية بالمصادرة أو الإسترجاع  لفائدة الدولة، وهي تحت إشراف وزارة المالية التونسية.

## المهام
تتمثل مهام اللجنة في:
- اتخاذ جميع الإجراء ات المتعلقة بالحقوق والالتزامات المرتبطة بالأوراق المالية والحصص والسندات المعنية بالمصادرة أو الإسترجاع.
- التصرف في محفظة الأوراق المالية والحقوق المرتبطة بها والحصص والسندات والممتلكات العقارية والمنقولة المعنية بالمصادرة والإسترجاع.
- اتخاذ الإجراء ات المستوجبة المتعلقة بالعقود الجارية وخاصة لضمان مواصلة تنفيذها.
- اتخاذ التدابير اللازمة لضمان المحافظة على السير العادي للشركات ذات المساهمات المعنية بالمصادرة أو الإسترجاع.

بينما تعرض قرارات لجنة التصرف المتعلقة بالتفويت وإعادة الهيكلة على رئيس الحكومة التونسية للمصادقة.

## التركيبة
- رئيس: وزير المالية أو من ينوبه.
- عضو: وزير العدل أو من ينوبه.
- عضو: وزير أملاك الدولة والشؤون العقارية أو من ينوبه.
- عضو: ممثل عن الوزارة الأولى.
- محافظ البنك المركزي التونسي أو من ينوبه.
- رئيس هيئة السوق المالية أو من ينوبه.
- الوزراء المعنيون بالملفات المعروضة أو من ينوبهم.

وكذلك يحضر اجتماعات لجنة التصرف كل من يرى رئيس اللجنة فائدة في مشاركته في أعمالها.

## نصوص تشريعية
- مرسوم عدد 13 لسنة 2011 مؤرخ في 14 مارس 2011 يتعلق بمصادرة أموال وممتلكات منقولة وعقارية على موقع بوابة-التشريع.تونس.
- مرسوم عدد 15 لسنة 2011 مؤرخ في 26 مارس 2011 يتعلق بإحداث لجنة وطنية لاسترجاع الأموال الموجودة بالخارج والمكتسبة بصورة غير مشروعة على موقع بوابة-التشريع.تونس.
- مرسوم عدد 68 لسنة 2011 مؤرخ في 14 جويلية 2011 يتعلق بإحداث لجنة وطنية للتصرف في الأموال والممتلكات المعنية بالمصادرة أو الإسترجاع لفائدة الدولة على موقع بوابة-التشريع.تونس.

## مقالات ذات صلة
- الانتقال الديمقراطي في تونس
- قائمة الهيئات التونسية

## روابط خارجية
- الموقع الرسمي.